# Карл Граф
Карл Граф (нім. Karl Graf; 26 жовтня 1904 — 1 січня 1956) — австрійський футболіст, захисник. Грав за різні клуби Відня, а також зіграв два матчі за збірну Австрії з футболу.

## Клубна кар'єра
Після кількох років виступів у клубах нижчого рівня Граф дебютував у першому дивізіоні за «Остмарк» у 1923 році. 1924 року він перейшов до ФК «Вієнни», де грав рідко. У 1926 році він перейшов до «Флорідсдорфера». У 1927 році він перейшов до «Аустрії» (Відень). За роки виступів Графа «Аустрія» так і не змогла виграти титул чемпіона, проте команді вдалося в 1933 році виграти Кубок Австрії. У фіналі команда перемогла з рахунком 1:0 «Бругіттенауер». Цього ж року «Аустрія» також виграла Кубок Мітропи 1933. У 1934 році Граф залишив «Аустрію» і до 1942 року грав за Вінер Шпорт-Клуб.

## Кар'єра в збірній
У травні 1928 року Граф дебютував у національній збірній. Австрія перемоглаЮгославію з рахунком 3:0 у Відні. Другий і останній матч у збірній зіграв у липні 1932 року проти Швеції (4:3).

## Титули і досягнення
- Срібний призер чемпіонату Австрії (1):

«Вінер Шпорт-Клуб»: 1937-1938
- Володар Кубка Австрії (1):

«Аустрія» (Відень): 1932-1933
- Фіналіст Кубка Австрії (4):

«Аустрія» (Відень): 1929-1930, 1930-1931
«Вінер Шпорт-Клуб»: 1936-1937, 1937-1938
- Володар Кубка Мітропи (1):

«Аустрія» (Відень): 1933